# Esperanza Spierling
Esperanza Spierling (* 1971 in Murcia, Spanien) ist eine zeitgenössische Künstlerin.

## Leben
Esperanza Spierling absolvierte das Studium der Freien Bildenden Kunst (Fotografie) zunächst von 1998 bis 1999 an der Johannes Gutenberg-Universität Mainz, anschließend von 1999 bis 2000 an der Hochschule für bildende Künste Hamburg und von 2000 bis 2004 an der Hochschule für Grafik und Buchkunst Leipzig, wo sie zunächst 2003 das Diplom erlangte und schließlich 2004 als Meisterschülerin von Timm Rautert das Studium abschloss. Bis 2012 war sie als freischaffende Künstlerin tätig, dann studierte sie bis 2017 katholische Theologie an der Universität Erfurt und ist seit 2020 Gemeindereferentin im Dienst des Bistums Dresden-Meißen.

## Werk

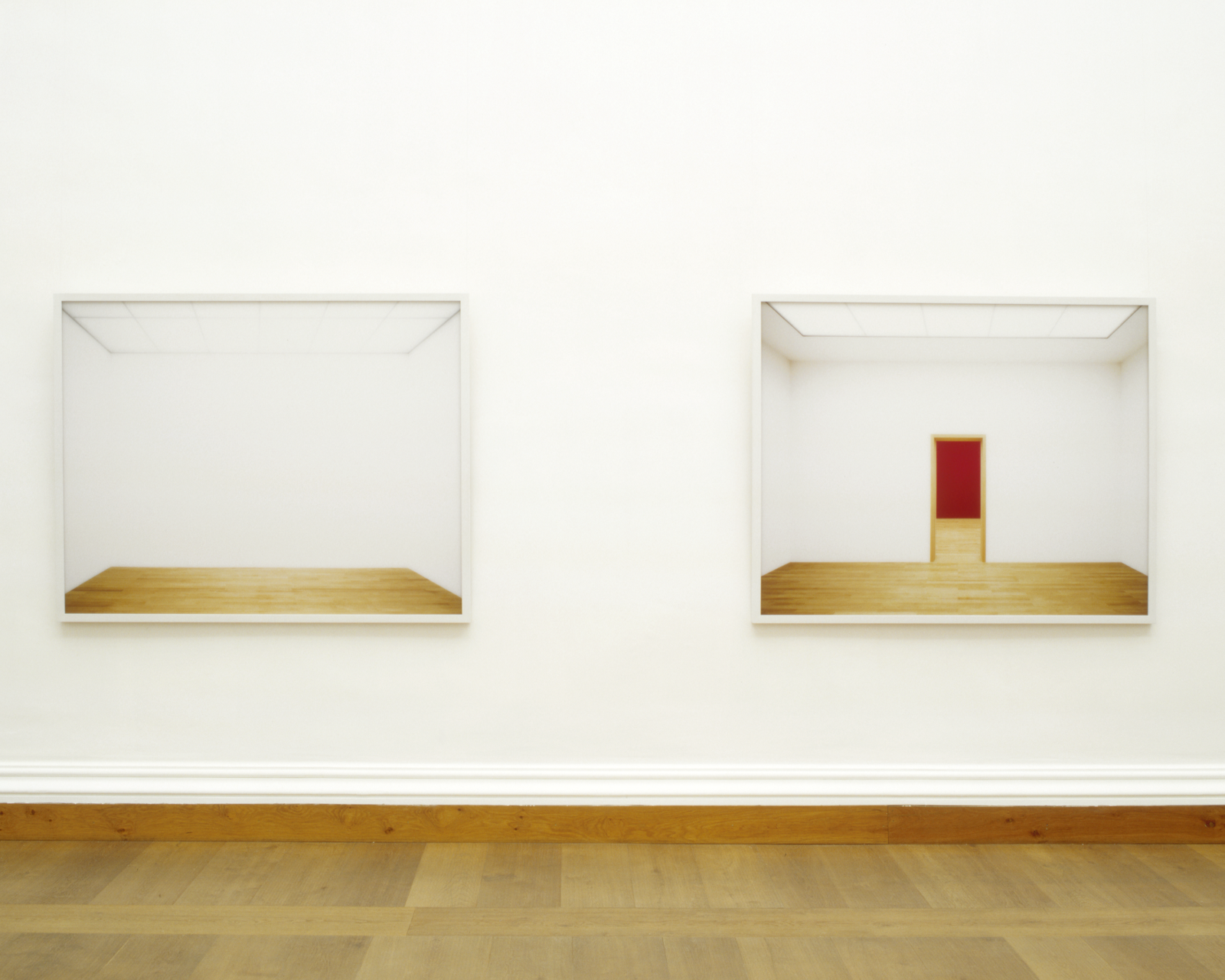
Bilder von Esperanza Spierling anlässlich des Marion-Ermer-Preises

Esperanza Spierlings Arbeit befasst sich mit Bildern an der Grenze zwischen reduzierter Fotografie und abstrakter Komposition von Flächen. Dabei beschäftigt Esperanza Spierling unter anderem die Frage, ob eine Fotografie als minimalistisches Bild betrachtet werden kann.
Die abgebildeten Raumansichten (wie z. B. Museen, öffentliche Innenräume, U-Bahn-Stationen, Planetarien) werden streng frontal, menschenleer und unberührt dargestellt.
Die in den Bildern verstärkte Leere des Raumes sieht Esperanza Spierling als freien Imaginationsraum für den Betrachter, den sie so in das Kunstwerk einbezieht: „Wenn das Museum als Bühne für Kunst dient, so ist die Bühne in meinen Arbeiten leer. Der Betrachter füllt sie mit Bedeutung, wird so zur Hauptfigur“. So wird der leere Raum zum freien Imaginationsraum des Betrachters.

## Öffentliche Sammlungen
- Sammlung der Sparkasse Leipzig
- Kunstsammlung der Deutschen Bundesbank

## Auszeichnungen
2004 wurde Spierling in Weimar der Marion-Ermer-Preis verliehen. Ihre theologische Abschlussarbeit Raumerfahrung im modernen Kirchenraum: Das Beispiel der Kirche St. Trinitatis in Leipzig wurde 2017 mit dem Förderpreis der Erfurter Fakultät ausgezeichnet.